# Гіповолемія
Гіповолемія — патологічний стан, який відбувається за зменшення об'єму циркулюючої крові. Є клінічним симптомом деяких хвороб.

## Причини
Найчастішими причинами гіповолемії є зневоднення (дегідратація), кровотеча, тяжкі опіки і дія лікарських засобів (наприклад, сечогінних або судинорозширюючих).

## Наслідки
Тяжка гіповолемія може призвести до гіповолемічного шоку та смерті.